# Kanako Ōmura
Kanako Ōmura (大村加奈子?, Ōmura Kanako; Kyoto, 15 dicembre 1976) è una pallavolista giapponese.
Gioca nel ruolo di centrale nel SAGA Springs.

## Carriera
La carriera pallavolistica di Kanako Omura comincia nel 1993 nella squadra della sua scuola, la Kitasaga High School, dove resta fino al 1995.
Nel 1995 fa il suo esordio nel massimo campionato giapponese con il Daiei Orange Attackers, vincendo un campionato nel 1997. Nello stesso anno ottiene anche la prima convocazione in nazionale.
Nel 2000 viene ingaggiata dal Hisamitsu Springs Attackers, dove milita ancora tutt'oggi e con la quale vince per due volte il campionato e si aggiudica una Coppa AVC per club, anche se, soprattutto all'inizio del nuovo millennio, la sua carriera è costellata da infortuni che la portano due volte a un'operazione al ginocchio. Con la nazionale le uniche medaglie vinte sono nel campionato continentale, tra cui l'oro nell'edizione 2007; ha inoltre partecipato alle Olimpiadi di Atene e Pechino, chiuse entrambe al quinto posto.

## Palmarès

### Club
- Campionato giapponese: 3

1997-98, 2001-02, 2006-07
- Coppa dell'Imperatrice: 1

2009
- Torneo Kurowashiki: 2

2006, 2007
- Campionato asiatico per club: 1

2002

### Nazionale (competizioni minori)
- Trofeo Valle d'Aosta 2004